# Fethiye (Muğla)
Fethiye est un chef-lieu de district de la province de Muğla au sud-ouest de la Turquie. C'est une destination touristique très fréquentée en été, et proche de la station balnéaire de Ölüdeniz.

## Histoire
La ville est construite sur le site de la ville antique de Telmessos. Au VIIIe siècle le nom de la ville fut changé en Anastasiupolis en honneur à l’empereur byzantin Anastase II. En 1284, la ville fut prise par les Menteşeoğullari qui la nommèrent Makri (en grec : Μάκρη, en turc: Meğri), et elle fut incorporée à l’empire ottoman en 1424.
En 1924, après l'échange de population entre la Grèce et la Turquie consécutif au traité de Lausanne de 1923, ses habitants d'origine grecque ont quitté la ville et se sont regroupés dans une ville appelée Néa Mákri (en grec : Νέα Μάκρη, Nouvelle Makri) dans la région de l'Attique à 25 km au nord-est d'Athènes. Elle a ensuite été appelée Fethiye en l'honneur du capitaine Fethi Bey, l'un des premiers aviateurs turcs pendant la Première Guerre mondiale qui s'est tué dans la région du Golan au cours d'un raid qui devait l'amener d'Istanbul au Caire (février 1914).
La ville de Fethiye a vécu de nombreux tremblements de terre au cours de son histoire. Des monuments encore bien visibles au XIXe siècle sont maintenant très endommagés, les derniers tremblements destructeurs datant de 1856 et 1957.

## Sites

### Dans la ville
Au-dessus de la ville, il y a une vingtaine de tombeaux creusés dans les parois de la montagne. Le plus connu datant du IVe siècle av. J.-C., est celui d'Amyntas lieutenant d’Alexandre.
La forteresse qui date de l'époque des croisades et qui était le fief des chevaliers de Saint-Jean. Elle est construite sur une forteresse plus ancienne mais non datée, peut-être du IVe siècle av. J.-C.
Le Musée archéologique de Fethiye (Fethiye Müzesi) date de 1987, il expose de très importantes pièces provenant des fouilles faites dans la région. Une des pièces les plus importantes est la stèle trilingue du Létoon avec des inscriptions en grec, lycien et araméen. Cette inscription a aidé au déchiffrage de la langue lycienne. Une autre pièce importante du musée est la « statue de jeune fille à la colombe » (Kumrulu Genç Kız Heykeli) qui est en relation avec le culte de la déesse Artémis. Le musée comporte aussi une section ethnographique exposant des tapis et des bijoux.
Des tombes lyciennes sont dispersées au milieu des rues, l'une d'elles est près de la poste, avenue Atatürk (Atatürk Caddesi).
Fethiye est le départ des excursions pédestres du chemin de Lycie et des sorties vers les îles de la mer Égée et pour les plages comme celle du Lagon bleu ou Mer morte (Ölü Deniz) dénommé ainsi à cause du calme de ses eaux. Le lagon est dominé par le mont Babadağ qui s'élève à 1 975 m. Certaines des îles ont servi d'escale pour les navires qui emmenaient des pèlerins vers la Palestine jusqu'au XIIe siècle. Des vestiges d'églises, de tombes et de maisons sont témoins de cette période.

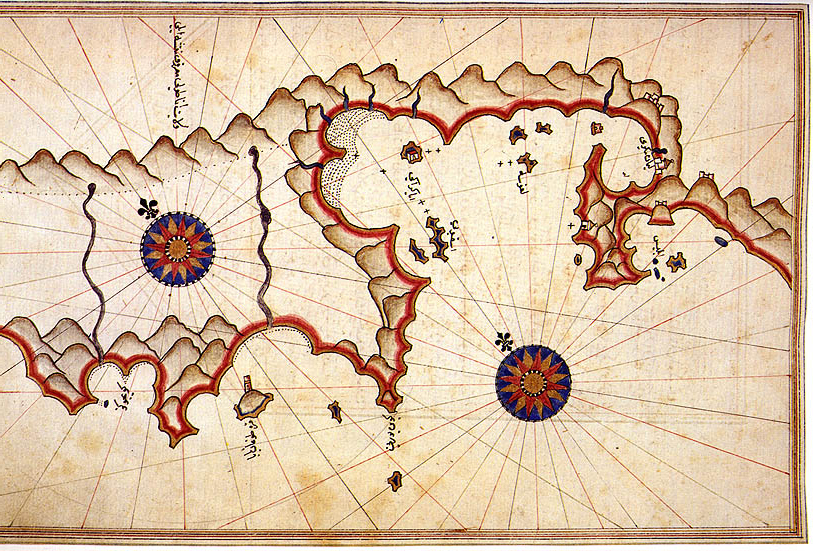
Carte des environs de Fethiye par Piri Reis
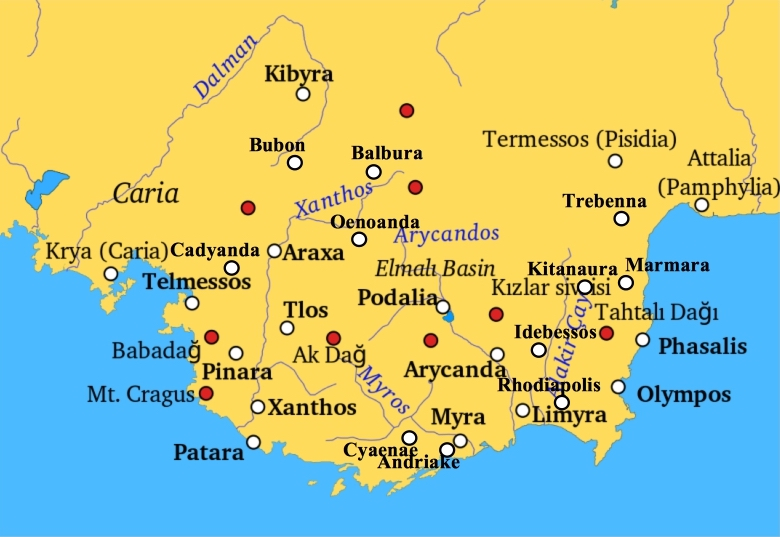
Carte des cités lyciennes antiques
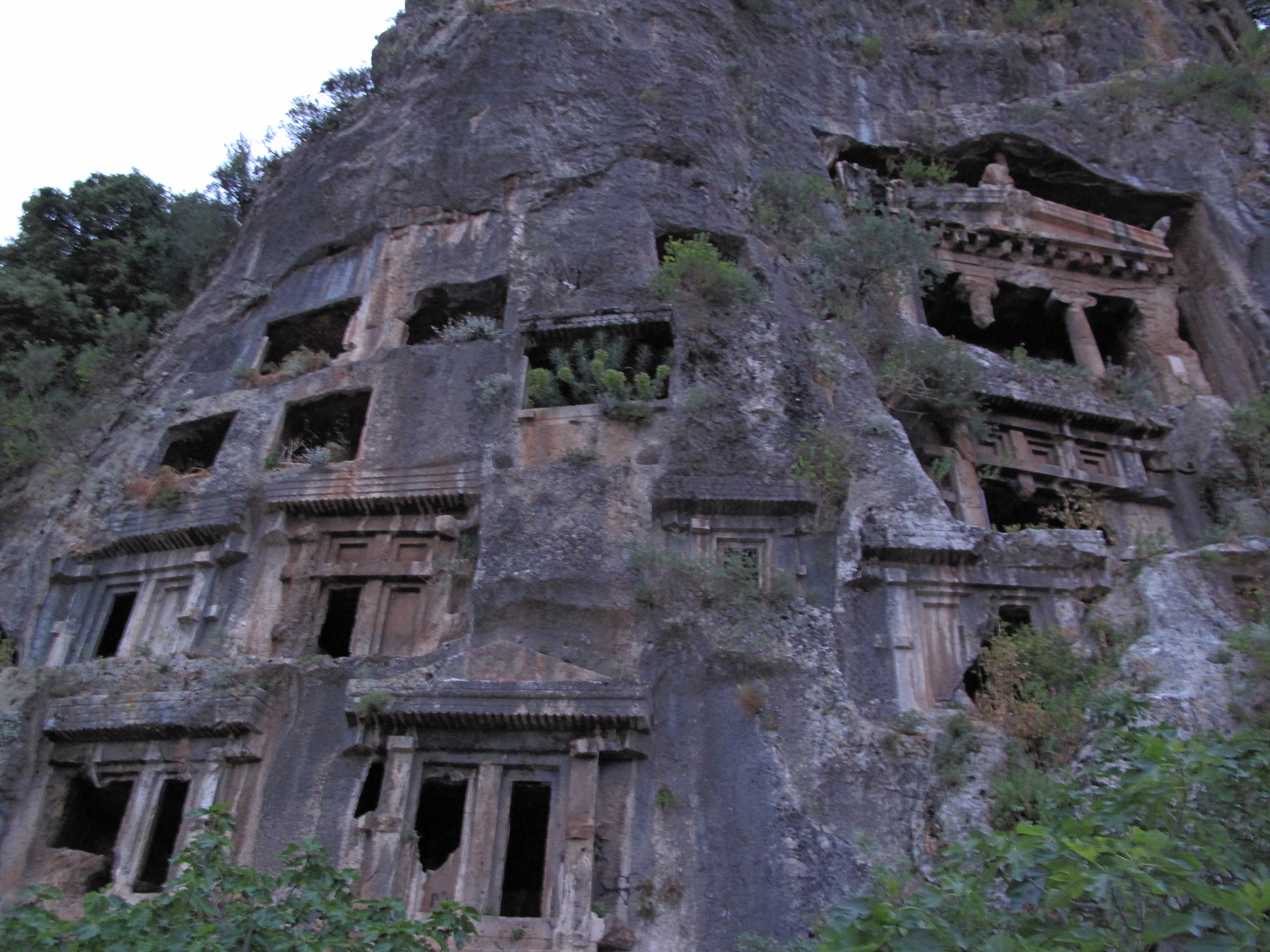
Tombeaux à Fethiye
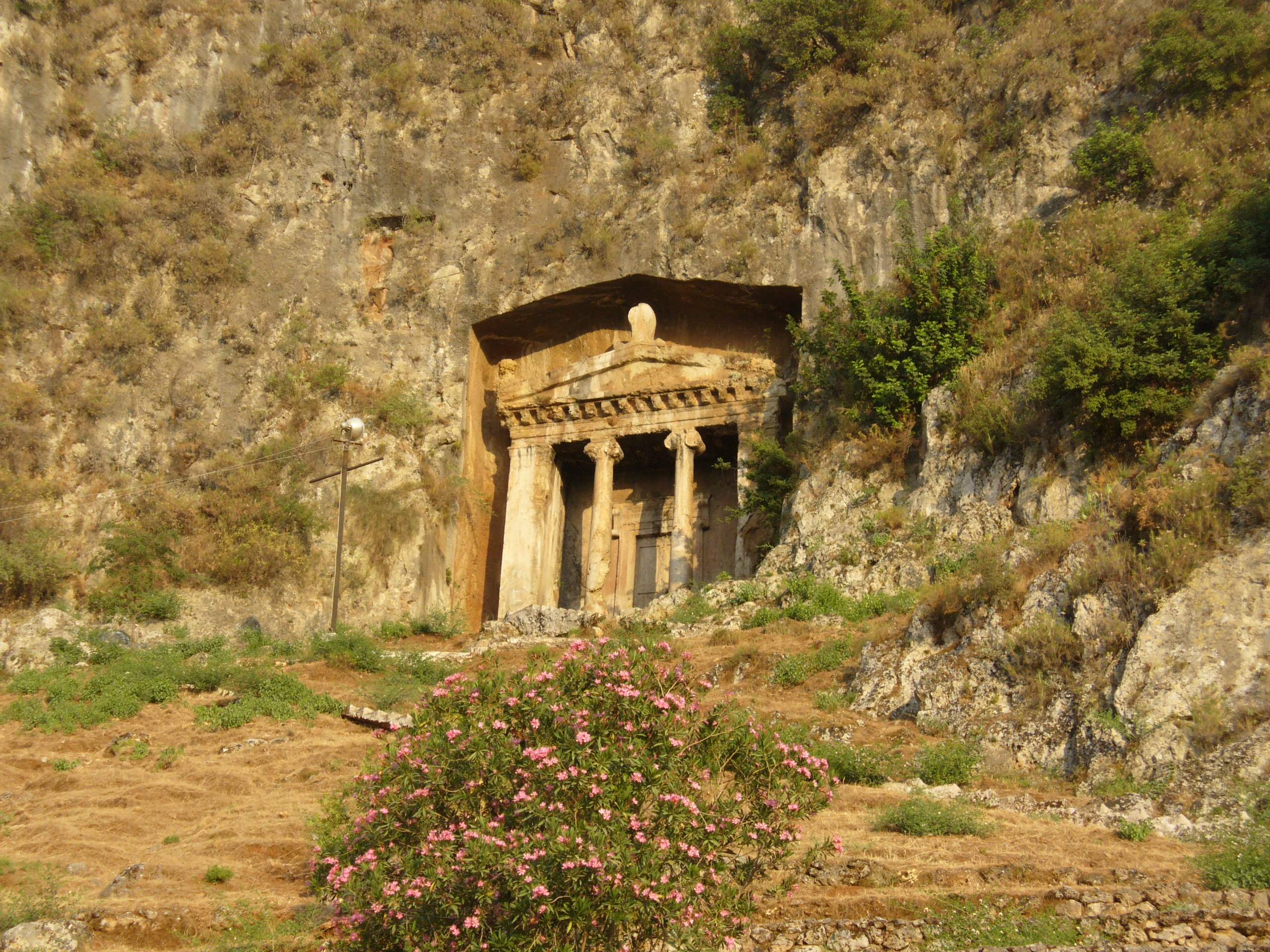
Tombeau d’Amyntas
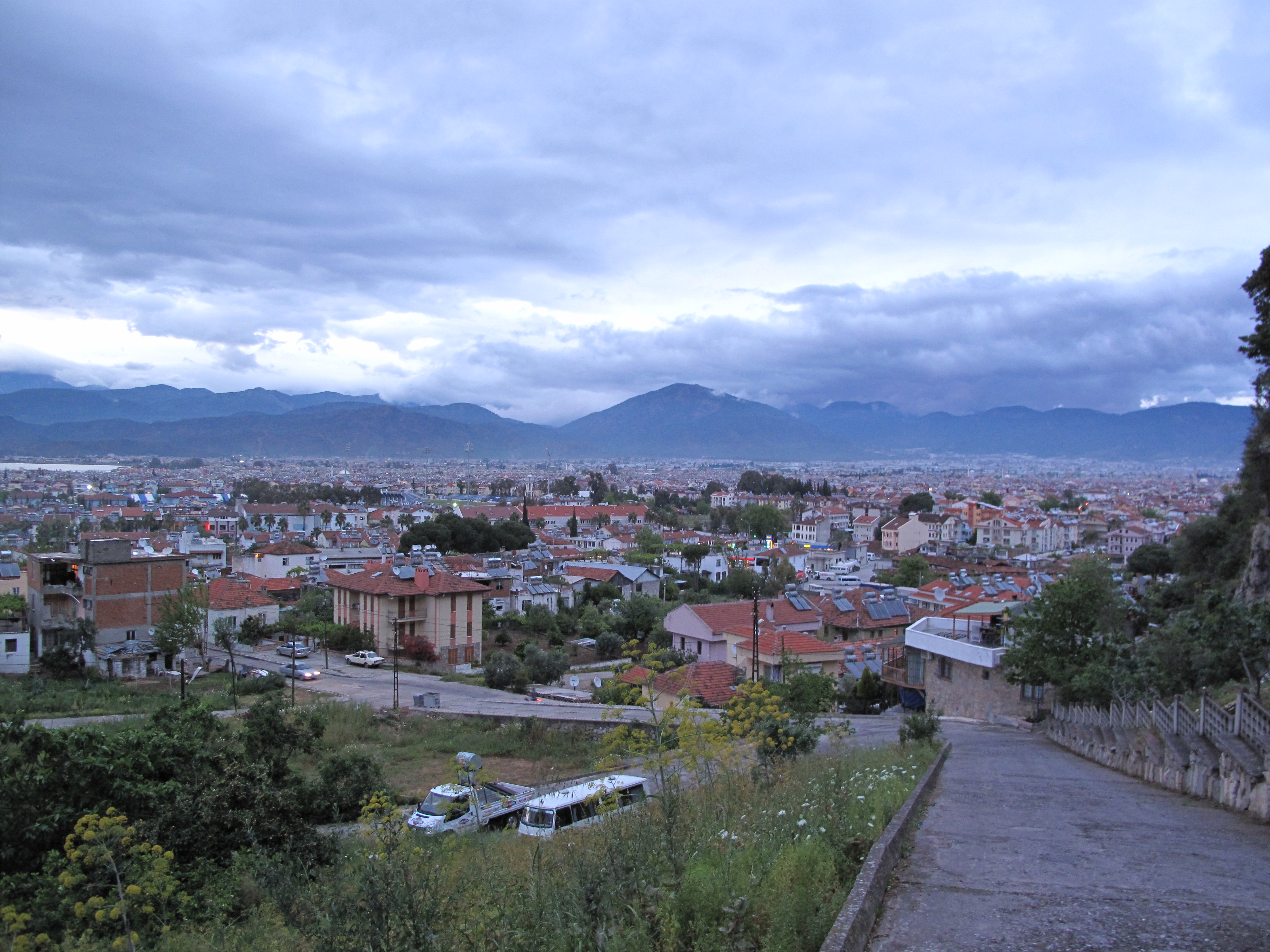
Vue sur la ville de Fethiye

### Dans le district
Krya
Krya ou Crya est au nord du golfe de Fethiye sur la côte. Crya est dans le district de Dalaman.
Kayaköy
Le "village" de "pierre" (Kaya köy) est un village fantôme situé au sud de Fethiye. C'est le site de la ville de Karmylassos (en grec : Καρμυλασσού). Le village appelé Livisi (en grec : Λιβίσι) par les Grecs a été abandonné par ses habitants lors de l'échange de populations entre la Grèce et la Turquie consécutif au traité de Lausanne de 1923. C'était alors la plus importante agglomération de la région, sa population s'élevait à 65 000 habitants en 1912. Les Turcs venant de Grèce ont été installés dans les maisons abandonnées mais ont préféré aller ailleurs. Le village comporte plus de mille maisons laissées à l'abandon depuis 1925. Des travaux de mise en valeur du site ont été entrepris depuis la fin des années 1980.
Pinara
Pinara est un site comportant plusieurs tombes lyciennes creusées dans le flanc de la montagne au-dessus du village de Minare, à l'ouest d'Eşen.

### Dans les districts voisins
Depuis 2014, les sites suivants sont dans le nouveau district de Seydikemer :
Arsa (Arsa köyü)
Arsa est le site d'une cité appelée Arsada, elle n'est pas mentionnée dans les textes mais elle a été identifiée par des inscriptions et des monnaies. Il y a à proximité une hypogée et des sarcophages lyciens.
Kadyanda
Kadyanda ou Cadyanda est au nord de Fethiye près du village d'Üzümlü ou Yeşilüzümlü ((L'ancien) vignoble). Le site est au sud du village, au sommet de la colline à une altitude de plus de 900 m. Appelée Kadawanti par les Lyciens, elle a été nommée Kadyanda par les Grecs. Depuis les ruines de Kadyanda, on a une vue sur Fethiye et sur la plaine du Xanthe (Eşen Çayı).
Le Létôon
Ville et centre cultuel de la Lycie, le Létôon est situé près du village de Kumluova. Il est dédié à la déesse Léto. Le site a été abandonné au VIIe siècle.
Gorges de Saklikent (Saklıkent Kanyonu)
Dans le massif calcaire des Akdağlar (en turc : montagnes blanches) se trouvent les gorges de Saklikent,.
Tlôs (Yakaköy)
Tlôs, est le site d'une des principales cités lyciennes, elle se situe au sommet d'une colline et possède plusieurs tombes creusées dans la falaise sous la forteresse. L'une d'elles est appelée tombe de Bellérophon parce qu'il s'y trouve un bas-relief représentant Bellérophon chevauchant Pégase. Le site est à moins de 4 km au sud-ouest du village de Yakaköy. La citadelle visible actuellement date du XIXe siècle et a été construite par Kanlı Ali Ağa (Ali Seigneur sanguinaire). On peut aussi voir les ruines d'une basilique byzantine, d'un théâtre romain, de thermes, d'un gymnase et plusieurs sarcophages.
Sites proches mais administrativement situés dans le district de Kaş :
Patara
Patara est au bord de la mer et offre ses plages. C'est aussi le site d'une des plus importantes cités lyciennes.
Xanthos
La cité lycienne de Xanthe est située au nord du Létoon près du village de Kinik, au bord du fleuve Eşen Çayı (Xanthe)

## Villes jumelées
Bilhorod-Dnistrovskyï. Les relations de jumelage avec cette ville ukrainienne ont été établies en avril 2018.